# Erik Reuterswärd
Erik August Patrik Reuterswärd, född 21 augusti 1917 i Oscars församling, Stockholm, död 21 februari 2002 i Uppsala domkyrkoförsamling, var en svensk jurist.
Erik Reuterswärd avlade juris kandidatexamen vid Uppsala universitet 1942. Efter tingstjänstgöring 1942–1945 utnämndes han till amanuens i kammarrätten 1945. Han blev assessor 1956 och kammarrättsråd 1961. Han tjänstgjorde i riksskattenämnden 1952–1956, blev sakkunnig i finansdepartementet 1956, lagbyråchef 1959 och departementsråd 1965. Han var rättschef i finansdepartementet 1965–1968 och regeringsråd 1968–1984.
Reuterswärd var ordförande i Samfundet Kungliga Myntkabinettets vänner 1980–1989.
Han var son till diplomaten Patrik Reuterswärd och dennes hustru Karin Reuterswärd, född Herdin. Han var från 1943 gift med juris kandidat Åsa Lindqvist (1920–2011), dotter till arkeologiprofessorn Sune Lindqvist. Erik Reuterswärd är begravd på Uppsala gamla kyrkogård.

## Utmärkelser
- Kommendör av första klass av Nordstjärneorden, 6 juni 1971.[3]